# Parc national de Singalila
Le parc national de Singalila est situé dans l'État du Bengale-Occidental en Inde.